# یائو

تصویری از امپراتور یاو

یائو (به چینی ساده شده: 尧؛ به چینی سنتی: 尧؛ به پین یین: Yáo؛ به وید - جایلز:Yao)، زندگی در فاصلهٔ سال‌های ۲۳۵۸ تا ۲۲۵۸ پیش از میلاد، از فرمانروایان اسطوره‌ای چین است. وی یکی از سه شهریار و نیز یکی از پنج فرمانروای نامدار در تاریخ افسانه‌ای چین به‌شمار می‌آید. وی همچنین با عنوان تائوتانگ شی (陶 唐氏) نیز، شناخته می‌شود.
وی در موقع تولد، یی فانگ سون(伊 放 勋)، یا یی چی (伊 祁) نام گرفت و فرزند دوم فرمانروا کو و کوئینگ دو(庆 都) محسوب می‌شد. او همچنین به عنوان تنگ یائو (唐尧) نیز شناخته شده‌است.
امپراتور یائو اغلب به گونه‌ای اغراق‌آمیز، به عنوان پادشاهی بی عیب و نقص به لحاظ اخلاقی ستوده می‌شود. همچنین سخاوتمندی یاو و سعی و تلاشش در راستای خدمت، به عنوان یک مدل یا الگوی تمام عیار در برابر پادشاهان و فرمانروایان آیندهٔ چین قرار می‌گیرد و ستایش می‌شود.
البته چینی‌های اعصار قبلی، اغلب از یائو، شان و یو به عنوان شخصیت‌های تاریخی بحث می‌کردند و برای این شخصیت‌ها ماهیت واقعی و تاریخی قائل بودند، امّا مورخان معاصر معتقدند که این شخصیت‌ها، اگر هم در واقعیت تاریخ حضور داشته‌اند، احتمالاً رهبرانی بومی یا رؤسا و نمایندگان قبایل هم پیمانی بوده‌اند که یکپارچگی و نظام سلسله مراتبی را در این قبایل حفظ می‌کرده‌اند و دولت‌هایی را در دوران گذار به جامعهٔ مردسالار و فئودال تأسیس کرده بودند. در یکی از کتاب‌های تاریخی کلاسیک، یائو، شان و یو، یک فصل را به خود اختصاص داده‌اند و جزئی از پنج استورهٔ کهن چین، محسوب شده‌اند. جوانگ زی یا چانگ تزو (Chuang Tzu) در همین ارتباط می‌گوید که یاو و شان، بهترین همهٔ مردان بودند. (بخش پنجم، از کتاب نشانه‌های تقوای کامل)
برطبق افسانه‌های موجود، یائو در سن ۲۰ سالگی به فرمانروایی رسید و در سن ۱۱۹ سالگی، از دنیا رفت و در زمان مرگ، تاج و تخت خویش را به شان بزرگ واگذاشت که داماد او محسوب می‌شد و با دو دختر او، پیوند ازدواج بسته بود.
از جمله خدمات و بهره رسانی‌های متعددی که به یاو نسبت داده می‌شود، می‌توان به این موضوع اشاره کرد که گفته می‌شود او بازی ویچی Weiqi را به عنوان نوعی سرگرمی برای پسر کند ذهنش، که دانزو (丹朱) نام داشته، اختراع کرده‌است.
امّا بعد از مرگ یائو و پس از اینکه دوران ۳ سالهٔ سوگواری آیینی پایان گرفت، شان، فرزند یائو، یعنی همان دانزو را به عنوان حاکم معرفی نمود، اما مردم فقط خود شان را به عنوان وارث به حق یائو به رسمیت شناختند.
البته در سالنامه بامبو داستان دیگری در این باره بازگو کرده‌است. در این روایت، شان بر یائو می‌شورد و او را زندانی می‌کند و تا زمان مرگ در آنجا نگاه می‌دارد. ضمناً دانزو (پسر یاو) تبعید می‌شود و بعدها از شان شکست می‌خورد.